# Blaues Hochhaus
Das Blaue Hochhaus in Schweinfurt wurde in früherer Zeit auch SKF-Wohnhochhaus genannt (Spitznamen: Blauer Klaus oder Blauer Daumen). Es ist nicht mit dem älteren SKF-Wohnhochhaus am Bergl und dem SKF Hochhaus der deutschen Hauptverwaltung der Schwedischen Kugellagerfabriken (SKF) in der Innenstadt zu verwechseln.
Das Blaue Hochhaus liegt im Stadtteil Hochfeld/Steinberg, Ortsteil Steinberg und ist ein 1964 fertiggestelltes Wohnhochhaus mit 25 Geschossen und einer Höhe von 73 Metern (ohne Antenne). Es ist das höchste Hochhaus der Stadt und Unterfrankens. Anfangs war es das höchste Wohnhochhaus Deutschlands.

## Geschichte
Die SKF hat ihren deutschen Hauptsitz in Schweinfurt. Unter der Ägide des Generaldirektors der Deutschen SKF GmbH, dem Schweden Gunnar Wester, erlebte die SKF in Schweinfurt ihre größte Boomphase, mit in den 1960er Jahren bis zu 12.000 Beschäftigten – weit mehr als im Stammwerk in Göteborg. Wester demonstrierte diese Stärke der Schweinfurter SKF auch durch Bauwerke (siehe: Schweinfurt, Stadtbild). So ließ er das Blaue Hochhaus in der Farbe des SKF-Logos mit Werkswohnungen bauen. 
Die Idee zum Hochhausbau entstand im Juni 1960. Der erste Spatenstich erfolgte am 20. Juli 1962. Im strengen Winter 1962/63 mussten die Bauarbeiten phasenweise eingestellt werden. Im September 1964 zogen die ersten Mieter ein. Seinen Spitznamen "Blauer Klaus" erhielt es in Anlehnung an einen bekannten Schweinfurter Obdachlosen.
Die ursprünglichen Werkswohnungen wurden Ende 1982 in Eigentumswohnungen unter Verwaltung der Sparkasse Schweinfurt umgewandelt.

## Beschreibung

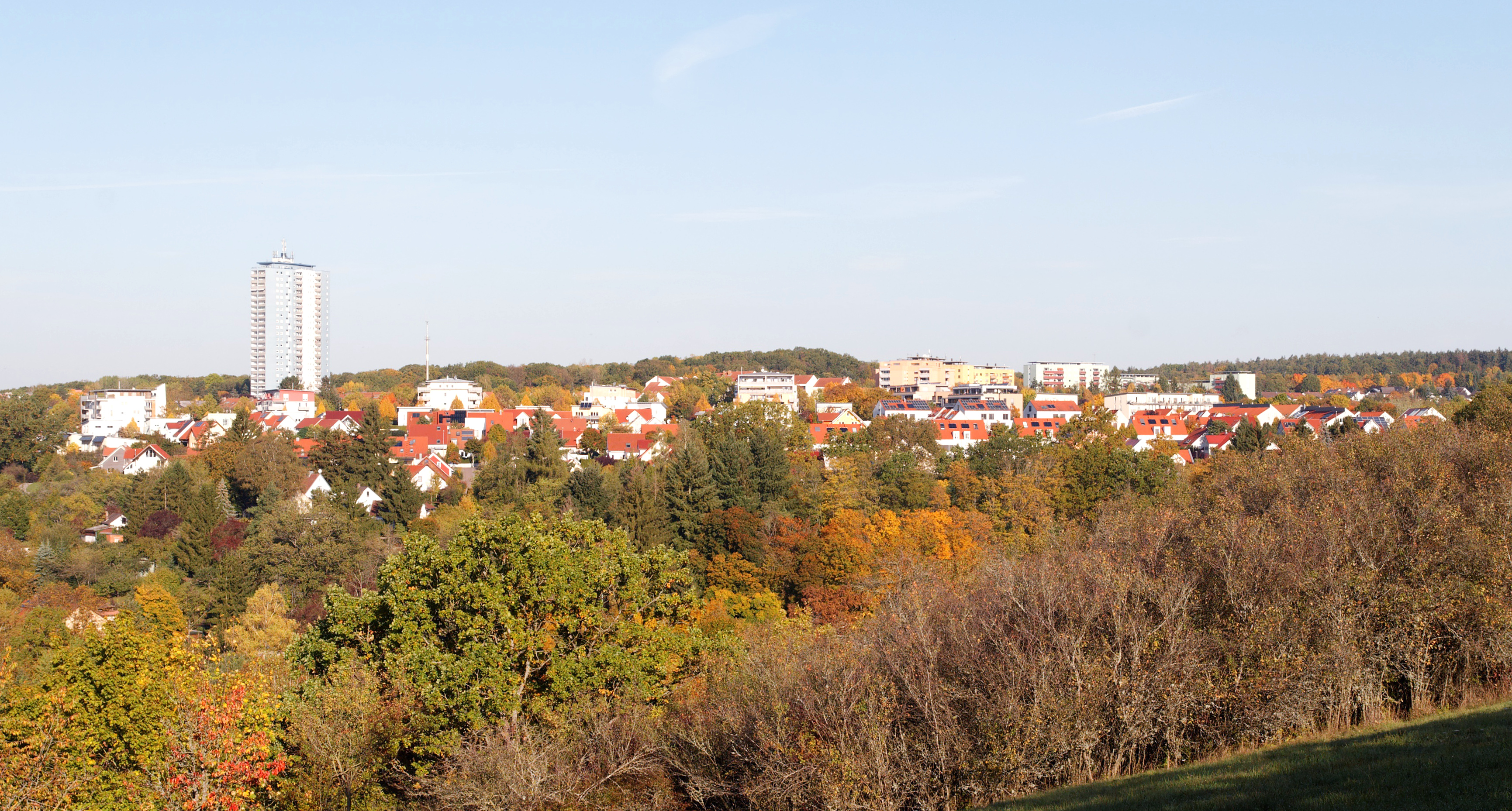
Blick aufs Blaue Hochhaus, über Höllental und Deutschhof

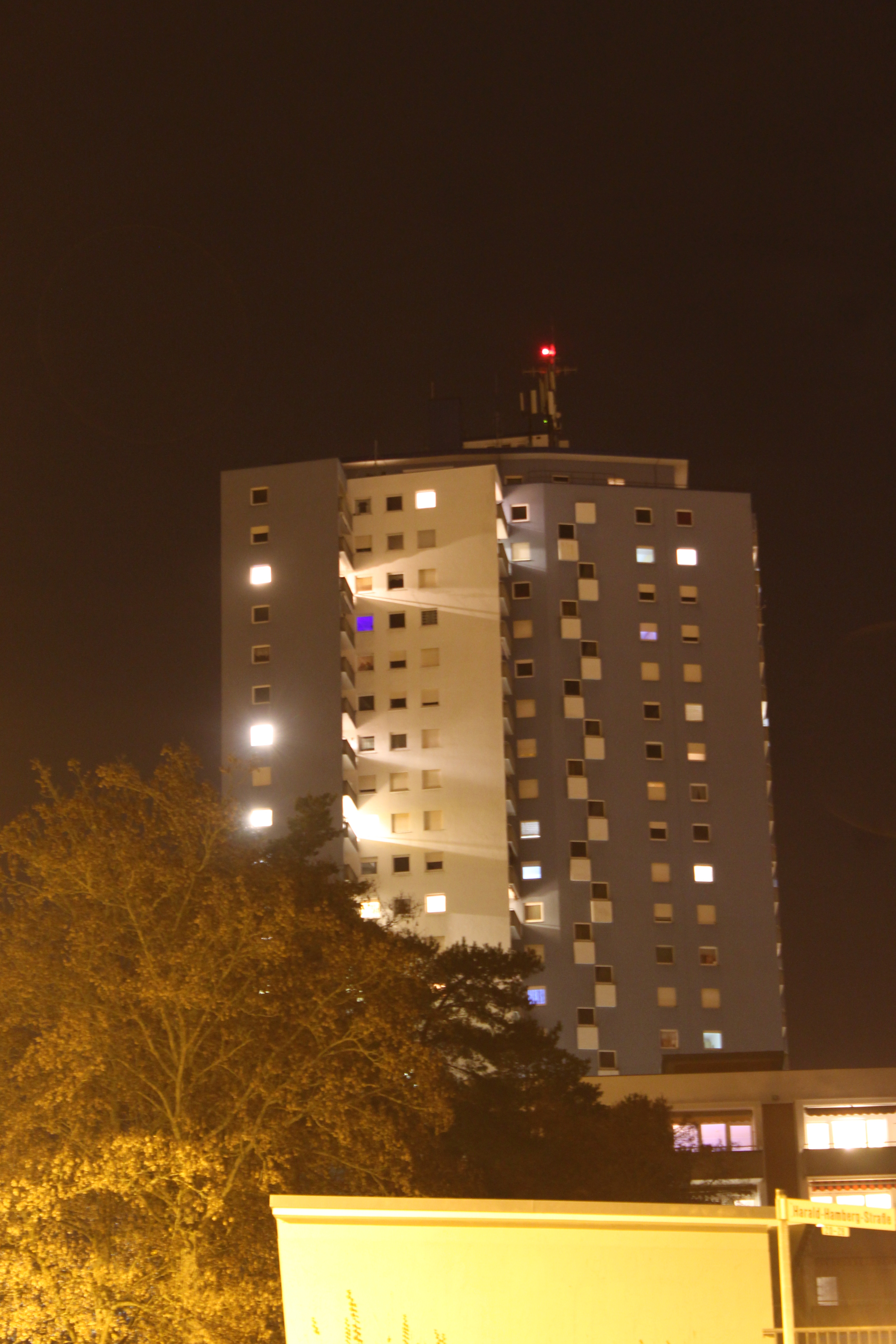
Blaues Hochhaus
mit Sendeantenne von
Radio Primaton

Das Blaue Hochhaus hat 24 Regelgeschosse (Erdgeschoss und 23 Obergeschosse) und ein penthausähnlich aufgesetztes Geschoss (24. Obergeschoss) und besitzt 121 Wohnungen mit Flächen von 70 bis 100 m². Das Haus wurde in Feidner-Stahlbetonmantel-Bauweise erbaut und besteht im Kern aus Stahlbeton. Es verfügt über drei Personen- und Lastenaufzüge. 
Es wurde auf dem damals höchsten bebauten Gebiet der Stadt, auf 277 m ü. NN errichtet. Die Gebäudespitze (ohne Antennen) liegt auf 350 m ü. NHN und damit 7 Meter höher als der höchste Punkt des Stadtgebietes, in der Schweinfurter Rhön, auf 343 m ü. NHN. Auf dem Dach des Hochhauses befindet sich eine Sendeantenne zur Verbreitung des Programms von Radio Primaton auf 100,5 MHz mit 500 W ERP.
Von den oberen Geschossen des öffentlich nicht zugänglichen Hauses eröffnet sich bei guter Sicht ein Blick über fast ganz Mainfranken. Den 39 Kilometer nordwestlich gelegenen Kreuzberg in der Rhön (928 m) kann man in voller Höhe sehen. Zudem die 40 Kilometer südwestlich gelegenen Sendemasten der Frankenwarte in Würzburg und das Feuerwerk des Würzburger Kiliani-Volksfestes. Ferner den gesamten Kamm des Steigerwaldes, mit einem Blick in alle drei fränkischen Regierungsbezirke, am Schwanberg vorbei bis hin zum vom Blauen Hochhaus 49 Kilometer südlich gelegenem Bullenheimer Berg in Mittelfranken.

## Höhenvergleiche
Bei seiner Fertigstellung 1964 war das 73 Meter hohe Blaue Hochhaus 5 Meter höher als das höchste bis dahin fertiggestellte Hochhaus in Frankfurt am Main, das Zürich-Haus. Das Blaue Hochhaus war 1964 auch das höchste Wohnhaus Deutschlands, bis es 1973 von mehreren Gebäuden übertroffen wurde. Derzeit ist der 2020 fertiggestellte Grand Tower in Frankfurt am Main mit 47 Geschossen und 180 Metern das höchste vorwiegend zum Wohnen genutzte Gebäude Deutschlands.
Das blaue Hochhaus ist zwar seit seiner Errichtung bis heute (2021) das höchste Haus Schweinfurts, jedoch gibt es in der Stadt mehrere Schornsteine und Masten, die höher sind. Bekannt ist das auf einer Berglage liegende Haus durch seine Fernsicht in den Bereich zwischen der Rhön und dem Steigerwald.